# Oceanic Linguistics
Oceanic Linguistics (OL, «Океанийская лингвистика») — научный журнал, учреждённый Гавайским университетом в 1962 году. Выходит дважды в год, материалы посвящены исследованиям океанийских языков в разных сферах лингвистики. Выпуски, изданные до 2012 года (включительно), доступны в цифровой базе JSTOR, более новые — в базе Project MUSE.
Помимо статей, посвящённым непосредственно языкам океанийской группы, публикуются также исследовательские работы по другим языкам смежных регионов, в частности работы по языкам аборигенов Тайваня.